# Sergey Tetyukhin
Sergey Yurevich Tetyukhin (en russe : Сергей Юрьевич Тетюхин) est un joueur russe de volley-ball né le 23 septembre 1975 à Marguilan (province de Ferghana, alors en RSS d'Ouzbékistan). Il mesure 1,97 m et joue réceptionneur-attaquant. Il totalise 412 sélections en équipe de Russie.

## Biographie
Il est récipiendaire de l'Ordre de l'Amitié depuis le 19 avril 2001, de la médaille de l'Ordre du Mérite pour la Patrie depuis le 2 août 2009 et de l'Ordre de l'Honneur depuis le 13 août 2012.

## Clubs
| Club               | De        | À         |
| ------------------ | --------- | --------- |
| Lokomotiv Belgorod | 1992-1993 | 1998-1999 |
| Pallavolo Parme    | 1999-2000 | 2000-2001 |
| Lokomotiv Belgorod | 2001-2002 | 2008-2009 |
| Zenit Kazan        | 2009-2010 | 2010-2011 |
| Lokomotiv Belgorod | 2011-2012 | ...       |

## Palmarès

### Club et équipe nationale
- Jeux olympiques (1)
  - Vainqueur : 2012
  - Finaliste : 2000, 2016
- Championnat du monde
  - Finaliste : 2002
- Ligue mondiale (1)
  - Vainqueur : 2002
  - Finaliste : 1998, 2000
- Coupe du monde (2)
  - Vainqueur : 1999, 2011
  - Finaliste : 2007
- Championnat du monde des moins de 21 ans (1)
  - Vainqueur : 1995
- Championnat d'Europe
  - Finaliste : 1999, 2005, 2007
- Ligue européenne (1)
  - Vainqueur : 2004
- Championnat d'Europe des moins de 21 ans (1)
  - Vainqueur : 1994
- Ligue des champions (4)
  - Vainqueur : 2003, 2004, 2008, 2014
  - Finaliste : 2011
- Coupe de la CEV (1)
  - Vainqueur : 2009, 2018
  - Finaliste : 2002
- Championnat de Russie (10)
  - Vainqueur : 1997, 1998, 2002, 2003, 2004, 2005, 2007, 2010, 2011, 2013
  - Finaliste : 1995, 1996, 1999, 2006
- Coupe de Russie (10)
  - Vainqueur : 1995, 1996, 1997, 1998, 2003, 2005, 2007, 2009, 2012, 2013
- Supercoupe de Russie (2)
  - Vainqueur : 2010, 2013

### Distinctions individuelles
- Meilleur joueur du Championnat d'Europe masculin des moins de 21 ans 1994
- Meilleur joueur du championnat de Russie 1999
- Meilleur joueur du championnat de Russie 2003
- Meilleur joueur de la Ligue des champions 2003
- Meilleur joueur du championnat de Russie 2006
- Meilleur joueur du Final Four de la coupe de Russie 2007
- Meilleur joueur du championnat de Russie 2008
- Meilleur joueur du Final Eight de la coupe de Russie 2009
- Meilleur serveur de la Ligue des champions 2010-2011
- Meilleur joueur de la Ligue des champions 2014